# Neahkahnie Beach
Neahkahnie Beach es un lugar designado por el censo ubicado en el condado de Tillamook en el estado estadounidense de Oregón. En el año 2010 tenía una población de 192 habitantes.

## Geografía
Neahkahnie Beach se encuentra ubicado en las coordenadas 45°43′44″N 123°56′25″O / 45.72889, -123.94028.